# Sonderforschungsbereich 876 „Verfügbarkeit von Information durch Analyse unter Ressourcenbeschränkung“
Der Sonderforschungsbereich (SFB) 876 ist ein von der  Deutschen Forschungsgemeinschaft gefördertes Forschungsprojekt an der TU Dortmund. Der SFB 876 wurde im Jahr 2011 auf Initiative von Katharina Morik, Lehrstuhl für Künstliche Intelligenz, eingerichtet. Erstmals wurden die Themen maschinelles Lernen und Rechnerarchitektur zusammen gebracht. Das übergeordnete Thema des SFBs ist die Datenanalyse unter Ressourcenbeschränkung. Die Ressourcenbeschränkung wird dabei als Verhältnis von technischer Ausführungskapazität einerseits und Dimensionalität und Masse der Daten andererseits definiert. Daraus ergeben sich die drei Projektbereiche: Datenanalyse, eingebettete Systeme und hohes Datenvolumen. Der SFB umfasst momentan 13 Teilprojekte und ein Graduiertenkolleg, in denen Mitarbeiterinnen und Mitarbeiter aus 17 Lehrstühle von den Fakultäten für Informatik, Elektro- und Informationstechnik, Maschinenbau, Physik, Statistik und Biomedizin forschen. Zusätzlich gab es und gibt es auch Kooperationen mit außeruniversitären Einrichtungen.

## Projektbereiche
Der Sonderforschungsbereich 876 gliedert sich in drei Teilbereiche, denen die jeweiligen Forschungsprojekte zugeordnet sind, ein.

### A: Datenanalyse
Projektbereich A liefert die theoretischen Grundlagen, um die Projektbereiche zusammenzubringen. Er schafft Grundlagen für die Projekte in den anderen Bereichen und deren konkrete Aufgabenstellungen.
Projekte im Projektbereich A:
- A1 – Data Mining für ubiquitäre Systemsoftware
- A2 – Algorithmik von Lernverfahren in eingebetteten Systemen
- A3 – Methoden der Effizienten Ressourcennutzung in Algorithmen des Maschinellen Lernens
- A4 – Ressourcen-effiziente und verteilte Plattformen zur integrativen Datenanalyse
- A5 – Austausch und Fusion von Information unter Verfügbarkeits- und Vertraulichkeitsanforderungen in Multiagentensystemen (beendet nach Phase 1)
- A6 – Ressourceneffiziente Analyse von Graphen

### B: Eingebettete Systeme
Projektbereich B beschäftigt sich mit Ressourcenbeschränkungen, die auf lokalen und mobilen Kleingeräten auftreten. Der Projektbereich untersucht dafür Sampling, Aggregation und Analyse von Daten aus verteilten Quellen oder das Lernen auf (verteilten) Kleingeräten.
Projekte im Projektbereich B:
- B1 – Ressourcen-beschränkte Analyse von Spektrometriedaten (beendet nach Phase 2)
- B2 – Ressourcen-optimierte Echtzeitanalyse stark Artefakt-behafteter Bildsequenzen zur Detektion von Nanoobjekten (Weiterführung als Transferprojekt mit Paul-Ehrlich-Institut der ARTES Biotechnology GmbH in Phase 3)
- B3 – Data Mining in Sensordaten automatisierter Prozesse
- B4 – Analyse und Kommunikation für die dynamische Verkehrsprognose

### C: Hohes Datenvolumen
Projektbereich C beschäftigt sich mit Ressourcenbeschränkungen, die aus dynamischen und hochdimensionalen Daten entstehen.
Projekte im Projektbereich C:
- C1 – Merkmalsselektion in hochdimensionalen Daten am Beispiel der Risikoprognose in der Onkologie
- C3 – Mehrstufige statistische Analyse von hochfrequenten raumlichzeitlichen Prozessdaten
- C4 – Regressionsverfahren für sehr große, hochdimensionale Daten
- C5 – Echtzeitanalyse und Speicherung für hochvolumige Daten aus der Teilchenphysik